# Braun-Veilchenohrkolibri
Der Braun-Veilchenohrkolibri (Colibri delphinae) oder Braune Veilchenohrkolibri, auch Telesillakolibri genannt, ist eine Art der Kolibris (Trochilidae).  Das Verbreitungsgebiet der Art umfasst Teile von Belize, Guatemala, Honduras, Nicaragua, Costa Rica, Panama, Kolumbien, Ecuador, Peru, Bolivien, Trinidad, Venezuela, Guyana, Suriname und Brasilien. Der Bestand wird von der IUCN als „nicht gefährdet“ (least concern) eingeschätzt.

## Merkmale
Der Braun-Veilchenohrkolibri erreicht eine Körperlänge von etwa 11 bis 12 cm bei einem Gewicht der Männchen von 5,5 bis 8 g und der Weibchen von 6,1 g. Beide Geschlechter ähneln sich in der Gefiederfärbung, doch ist das Männchen in allen Ausmaßen deutlich größer, außer in der Schnabellänge. Ausgewachsene Braun-Veilchenohrkolibris sind hauptsächlich gräulich braun, mit schöngefärbtem Grün am Rücken. Die Oberschwanzdecken sind dunkel mit breiten zimtfarbenen Säumen. Den bronzegrünen Schwanz ziert ein grünlich schwarzes subterminales Band mit engen ockerfarbenen bis gräulichen Flecken. Ein violetter Fleck erstreckt sich von unterhalb des Auges bis über die Ohrdecken. Zügel und Ohrstrich sind gelbbraun bis weiß. Das Zentrum des Halses glitzert grün bis blau an den unteren Säumen. Der Schnabel ist schwarz, die Beine dunkelgrau. Jungvögel unterscheiden sich von adulten durch breite zimtfarbene bzw. gelbbraune bis stumpf rötlich braune Säume an den meisten Rückenfedern. Außerdem ist der blauviolette Ohrfleck zu großen Teilen bis sogar vollständig durch eine dunkel graue Färbung ersetzt.

## Verhalten und Ernährung
Den Nektar beziehen Braun-Veilchenohrkolibris von unterschiedlichen Blüten, meist aber von kurzen Blumenkronen. Dies beinhaltet auch Bäume der Gattungen Inga, Korallenbäume, Calliandra, Clusia und Warscewiczia, Epiphyten der Familie Marcgraviaceae, Kürbisgewächse der Gattung Gurania sowie Büsche der Gattungen Cephaelis und Stachytarpheta. Meist befinden sich die Blüten in den mittleren Straten bis hoch in die Baumkronen. Gelegentlich besuchen Braun-Veilchenohrkolibris auch sehr niedrig gelegene Blüten. Sie sind extrem territorial und dominieren vor allem andere kleinere Kolibriarten. Regelmäßig jagen sie kleinere Insekten von ihren Sitzplätzen aus. Oft schwirren sie auf Höhen der Baumwipfel und stürzen sich zur Jagd auf diese Insekten herab. Jagen sie an Flüssen, so verlagern sich die Schwirrflughöhe und das Herabstürzen deutlich nach unten.

## Lautäußerungen
Der Gesang besteht typischerweise aus vier bis sieben lauten zweisilbigen tschit- oder jit- oder auch weicheren p'tip-Lauten. Das Ganze dauert dann ca. zwei Sekunden. Diese Laute äußern Braun-Veilchenohrkolibris unentwegt über einen langen Zeitraum. Flüssiges Geschnatter und glucksende Töne gehören ebenfalls zu ihrem Repertoire.

## Fortpflanzung
Die Brutsaison der Braun-Veilchenohrkolibris ist in der späten Regen- und frühen Trockenzeit von November bis Mai in Costa Rica, von Dezember bis Januar im östlichen Venezuela und im November, April und Juni in Kolumbien. In Venezuela kann das Lek sogar bis in den April aufrechterhalten bleiben. Die Leks befinden sich in Baumkronen, an denen man in Intervallen drei bis acht Männchen in Höhen um die 30 bis 60 Meter antreffen kann. Diese Treffen können aber auch aus mehreren Dutzend Braun-Veilchenohrkolibris bestehen, die allerdings schnatternd über ein relativ großes Gebiet verteilt sind. Das kleine kelchförmige Nest wird aus Laub gebaut und an Zweigen oder kleinerem Gebüsch unter Bambus befestigt. In Trinidad findet man es meist in ein bis zwei Metern über dem Boden.

## Verbreitung und Lebensraum

Verbreitungsgebiet des Braun-Veilchenohrkolibris

Der Braun-Veilchenohrkolibri bewohnt die Baumkronen und Grenzen von feuchten Wäldern, hohe Sekundärvegetation, halboffenes Habitat wie Kaffeeplantagen und buschige Lichtungen. Meist ist er hoch in den Bäumen unterwegs, verirrt sich aber oft in Buschhöhe sowie Waldlücken und Lichtungen. Er bevorzugt hügelige Gegenden und niedrigere Bergregionen, doch saisonal trifft man ihn gelegentlich in den Tiefebenen. In Costa Rica stammen die meisten Berichte aus Höhen zwischen 100 und 1600 Metern, in Kolumbien aus Höhen zwischen 100 und 2800 Metern, in Venezuela aus Höhen zwischen 300 und 2000 Metern, in Ecuador aus Höhen zwischen 1000 und 1800 Metern und in Peru aus Höhen zwischen 700 und 1700 Metern.

## Migration
In den meisten Verbreitungsgebieten brüten Braun-Veilchenohrkolibris in Höhen über 500 bis 900 Metern und wandern nach der Brutsaison nach unten. In Venezuela schwanken die Zahlen dramatisch unabhängig vom Monat oder Jahr mit teils hunderten von Männchen in der Sierra de Lema im Osten Bolívars in der Zeit von Dezember bis März.

## Unterarten
Die Art gilt als monotypisch. Colibri delphinae greenwalti Ruschi, 1962  wird heute als Synonym für die Nominatform betrachtet.

## Etymologie und Forschungsgeschichte
René Primevère Lesson beschrieb den Braun-Veilchenohrkolibri unter dem Namen Ornismya Delphinae. Den genauen Fundort kannte Lesson nicht. Erst später wurde er der von Johann Baptist von Spix 1824 neu geschaffenen Gattung Colibri zugeschlagen, die dieser u. a. für den Amethystohrkolibri (Colibri serrirostris (Vieillot, 1816)) (Syn.: Colibri crispus) einführte. Der Name Kolibri wurde im 18. Jahrhundert aus dem Französischen entlehnt (frz. colibri) und stammt wohl aus einer karibischen Sprache. Wem delphinae gewidmet ist, erschließt sich aus der Originalbeschreibung nicht. Da Lesson Germaine de Staël im Zusammenhang mit seiner Tochter Anaïs in seinem Werk Musée Anaïs, ou choix de vues des monuments historiques de la Saintonge et de l'Aunis. erwähnt, könnte der Name durch Delphine d'Albémar, der Heldin des Briefromans Delphine inspiriert sein. Greenewalti ehrt Crawford Hallock Greenewalt, Sr. (1902–1993).